# UCI Àsia Tour 2015
L'UCI Àsia Tour 2015 és l'onzena edició de l'UCI Àsia Tour, un dels cinc circuits continentals de ciclisme de la Unió Ciclista Internacional. Està format per 38 proves, organitzades entre l'1 de febrer al 19 de desembre de 2015 a Àsia.

## Evolució del calendari

### Febrer
| Data  | Cursa                                                 | País                | Cat. | Vencedor       | Equip                           |
| ----- | ----------------------------------------------------- | ------------------- | ---- | -------------- | ------------------------------- |
| 1-4   | Tour de les Filipines                                 | Filipines           | 2.2  | Thomas Lebas   | Bridgestone Anchor Cycling Team |
| 4-7   | Tour de Dubai                                         | Emirats Àrabs Units | 2.HC | Mark Cavendish | Etixx-Quick Step                |
| 8-13  | Tour de Qatar                                         | Qatar               | 2.HC | Niki Terpstra  | Etixx-Quick Step                |
| 11    | Campionats d'Àsia de ciclisme - cursa en ruta sub-23  | Tailàndia           | CC   | Yuma Koishi    | Equip nacional del Japó         |
| 12    | Campionats d'Àsia de ciclisme - cursa en ruta         | Tailàndia           | CC   | Hossein Askari | Equip nacional de l'Iran        |
| 13    | Campionats d'Àsia de ciclisme - contrarellotge sub-23 | Tailàndia           | CC   | Park Sang-hoon | Equip nacional de Corea del Sud |
| 14    | Campionats d'Àsia de ciclisme - contrarellotge        | Tailàndia           | CC   | Hossein Askari | Equip nacional de l'Iran        |
| 18-31 | Tour d'Oman                                           | Oman                | 2.HC | Rafael Valls   | Lampre-Merida                   |

### Març
| Data  | Cursa            | País        | Cat. | Vencedor            | Equip                |
| ----- | ---------------- | ----------- | ---- | ------------------- | -------------------- |
| 5-14  | Tour de Langkawi | Malàisia    | 2.HC | Youcef Reguigui     | MTN-Qhubeka          |
| 22-26 | Tour de Taïwan   | Xina Taipei | 2.1  | Mirsamad Pourseyedi | Tabriz Petrochemical |

### Abril
| Data | Cursa             | País      | Cat. | Vencedor          | Equip |
| ---- | ----------------- | --------- | ---- | ----------------- | ----- |
| 1-6  | Tour de Tailàndia | Tailàndia | 2.2  | Yasuharu Nakajima | Aisan |

### Maig
| Data  | Cursa          | País      | Cat. | Vencedor          | Equip                |
| ----- | -------------- | --------- | ---- | ----------------- | -------------------- |
| 6-9   | Tour de l'Ijen | Indonèsia | 1.2  | Peter Pouly       |                      |
| 17-24 | Volta al Japó  | Japó      | 2.1  | Samad Poor Seiedi | Tabriz Petrochemical |
| 28-31 | Tour de Kumano | Japó      | 2.2  | Benjamí Prades    | Matrix-Powertag      |
| 28-2  | Tour de l'Iran | Iran      | 2.1  | Samad Poor Seiedi | Tabriz Petrochemical |

### Juny
| Data | Cursa         | País          | Cat. | Vencedor   | Equip           |
| ---- | ------------- | ------------- | ---- | ---------- | --------------- |
| 7-14 | Tour de Corea | Corea del Sud | 2.1  | Caleb Ewan | Orica-GreenEDGE |

### Juliol
| Data | Cursa                 | País            | Cat. | Vencedor        | Equip       |
| ---- | --------------------- | --------------- | ---- | --------------- | ----------- |
| 5-18 | Tour del llac Qinghai | R.P. de la Xina | 2.HC | Radoslav Rogina | Adria Mobil |

### Setembre
| Data  | Cursa           | País | Cat. | Vencedor             | Equip              |
| ----- | --------------- | ---- | ---- | -------------------- | ------------------ |
| 11-13 | Tour d'Hokkaido | Japó | 2.2  | Riccardo Stacchiotti | Nippo-Vini Fantini |

### Octubre
| Data  | Cursa               | País                | Cat. | Vencedor         | Equip                  |
| ----- | ------------------- | ------------------- | ---- | ---------------- | ---------------------- |
| 2-9   | Volta a la Xina I   | R.P. de la Xina     | 2.1  | Daniele Colli    | Nippo-Vini Fantini     |
| 3-11  | Tour de Singkarak   | Indonèsia           | 2.2  | Arvin Moazemi    | Pishgaman Giant        |
| 4     | Tour d'Almati       | Kazakhstan          | 1.2  | Aleksei Lutsenko | Team Astana            |
| 8-11  | Abu Dhabi Tour      | Emirats Àrabs Units | 2.1  | Esteban Chaves   | Orica GreenEDGE        |
| 11-18 | Volta a la Xina II  | R.P. de la Xina     | 2.1  | Mattia Gavazzi   | Amore & Vita-Selle SMP |
| 18    | Japan Cup           | Japó                | 1.HC | Bauke Mollema    | Trek Factory Racing    |
| 20-28 | Tour de Hainan      | R.P. de la Xina     | 2.HC | Sacha Modolo     | Lampre-Merida          |
| 31-4  | Tour de Borneo      | Malàisia            | 2.2  | Peeter Pruus     | Rietumu-Delfin         |
| 31-8  | Volta al llac Taihu | R.P. de la Xina     | 2.1  | Jakub Mareczko   | Southeast              |

### Novembre
| Data  | Cursa                                      | País                | Cat. | Vencedor            | Equip            |
| ----- | ------------------------------------------ | ------------------- | ---- | ------------------- | ---------------- |
| 8     | Tour d'Okinawa                             | Japó                | 1.2  | Jason Christie      | Avanti Racing    |
| 10-11 | Tour dels Aiguamolls costaners de Yancheng | R.P. de la Xina     | 1.2  | Evaldas Siskevicius | Marseille 13-KTM |
| 14-16 | Tour de Fuzhou                             | R.P. de la Xina     | 2.2  | Rahim Emami         | Pishgaman-Giant  |
| 28-1  | Sharjah International Cycling Tour         | Emirats Àrabs Units | 2.2  | Soufiane Haddi      | Sky Dive Dubai   |

### Desembre
| Data  | Cursa              | País                | Cat. | Vencedor          | Equip          |
| ----- | ------------------ | ------------------- | ---- | ----------------- | -------------- |
| 2     | UAE Cup            | Emirats Àrabs Units | 1.2  | Maher Hasnaoui    | Sky Dive Dubai |
| 9-13  | Jelajah Malaysia   | Malàisia            | 2.2  | Francisco Mancebo | Sky Dive Dubai |
| 16-19 | Tour de Al Zubarah | Qatar               | 2.2  | Maher Hasnaoui    | Sky Dive Dubai |

### Proves anul·lades
| Data           | Prova                         | País            | Cat. | Causa |
| -------------- | ----------------------------- | --------------- | ---- | ----- |
| 20 agost       | Golan I                       | Síria           | 1.2  |       |
| 22 agost       | Golan II                      | Síria           | 1.2  |       |
| 25 agost       | Golan III                     | Síria           | 1.2  |       |
| 24-28 agost    | International Presidency Tour | Iran            | 2.2  |       |
| 7-11 setembre  | Milad De Nour Tour            | Iran            | 2.2  |       |
| 23-27 setembre | Tour de Brunei                | Brunei          | 2.2  |       |
| 19-21 novembre | Tour de Nansha                | R.P. de la Xina | 2.2  |       |
| 7 desembre     | Melaka Chief Minister's Cup   | Malàisia        | 1.2  |       |

## Classificacions
- Font:Classificacions finals a la web de l'UCI Arxivat 2016-04-11 a Wayback Machine.

| #  | Ciclista                | Equip                      | Pts |
| 1  | Samad Poor Seiedi (IRI) | Tabriz Petrochemical       | 378 |
| 2  | Jakub Mareczko (ITA) *  | Southeast                  | 362 |
| 3  | Andrea Palini (ITA)     | Skydive Dubai-Al Ahli Club | 356 |
| 4  | Hossein Askari (IRI)    | Pishgaman Giant            | 335 |
| 5  | Mattia Gavazzi (ITA)    | Amore & Vita-Selle SMP     | 333 |
| 6  | Rahim Ememi (IRI)       | Pishgaman Giant            | 239 |
| 7  | Patrick Bevin (NZL)     | Avanti Racing              | 198 |
| 8  | Marko Kump (SLO)        | Adria Mobil                | 177 |
| 9  | Francisco Mancebo (ESP) | Skydive Dubai-Al Ahli Club | 169 |
| 10 | Youcef Reguigui (ALG)   | MTN-Qhubeka                | 163 |

| #  | Equip                      | País                | Pts    |
| 1  | Pishgaman Giant            | Iran                | 990,25 |
| 2  | Skydive Dubai-Al Ahli Club | Emirats Àrabs Units | 839    |
| 3  | Tabriz Petrochemical       | Iran                | 726    |
| 4  | Nippo-Vini Fantini         | Itàlia              | 542    |
| 5  | Southeast                  | Itàlia              | 539    |
| 6  | RTS-Santic Racing          | Xina Taipei         | 476    |
| 7  | Kolss-BDC                  | Ucraïna             | 422    |
| 8  | Adria Mobil                | Eslovènia           | 383    |
| 9  | Avanti Racing              | Nova Zelanda        | 380    |
| 10 | Amore & Vita-Selle SMP     | Ucraïna             | 358    |

| #  | País          | Pts   |
| 1  | Iran          | 1 655 |
| 2  | Kazakhstan    | 602   |
| 3  | Japó          | 541   |
| 4  | Corea del Sud | 295   |
| 5  | Hong Kong     | 276,5 |
| 6  | Filipines     | 266   |
| 7  | Malàisia      | 243   |
| 8  | Kirguizstan   | 197   |
| 9  | Uzbekistan    | 174   |
| 10 | Síria         | 165   |

| #  | País            | Pts    |
| 1  | Kazakhstan      | 283    |
| 2  | Iran            | 183,25 |
| 3  | Corea del Sud   | 147    |
| 4  | Japó            | 99     |
| 5  | Hong Kong       | 89     |
| 6  | R.P. de la Xina | 80     |
| 7  | Líban           | 78     |
| 8  | Filipines       | 73     |
| 9  | Mongòlia        | 36     |
| 10 | Xina Taipei     | 32     |